# Coptes de Libye

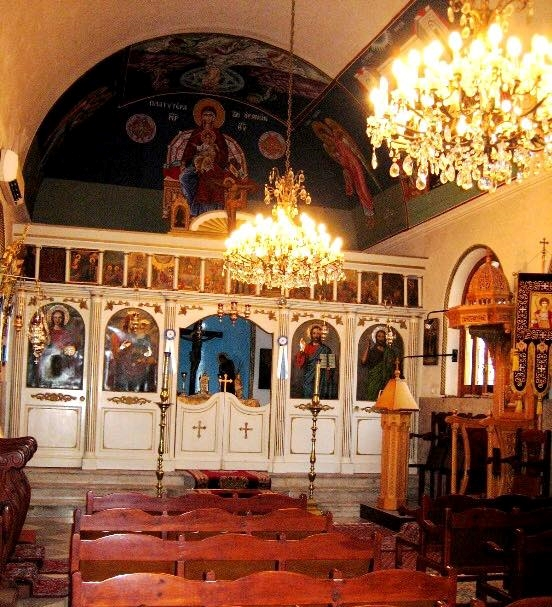
Intérieur d'une église orthodoxe grecque à Tripoli

Les Coptes de Libye sont des personnes nées ou résidant en Libye d'origine copte totale ou partielle. Les coptes sont un groupe ethnoreligieux qui forme le plus grand groupe chrétien de Libye, l'Église copte orthodoxe du pays comptant environ 60 000 adhérents. L'Église copte est connue pour avoir des racines historiques en Libye bien avant que les Arabes (et l'islam) ne progressent vers l'ouest de l'Égypte en Libye. Une partie de la communauté est composée d'immigrés d'Égypte (voir Coptes d'Égypte).

## Population
La population copte de Libye est estimée à 60 000 personnes. Les Coptes sont la plus grande dénomination chrétienne, suivie par c. 40 000  romains catholiques et un petit nombre d'anglicans.  Ils sont présents dans les trois grandes régions. 

## Histoire

### Histoire ancienne
Historiquement parlant, le christianisme s'est propagé à la Pentapole en Afrique du Nord depuis l'Égypte ;  Synésius de Cyrène (370-414), évêque de Ptolémaïs, a reçu son instruction à Alexandrie à la fois à l'école catéchétique et au Museion, et il a entretenu beaucoup de révérence et d'affection pour la philosophe néoplatonicienne Hypatie, dont il avait suivi les cours. Synésius a été consacrée par Théophile d'Alexandrie en 410. Depuis le Concile de Nicée en 325, la Cyrénaïque avait été reconnue comme une province ecclésiastique du Siège d'Alexandrie, conformément à la décision des Pères de Nicée. Le pape d'Alexandrie inclut à ce jour la Pentapole dans son titre en tant que zone relevant de sa juridiction. 
Les congrégations coptes de plusieurs pays relevaient de l'ancienne éparchie de la Pentapole occidentale, qui faisait partie de l'Église copte orthodoxe pendant des siècles jusqu'au XIIIe siècle.

### Histoire moderne
En 1971, le pape Shenouda III l'a rétabli dans le cadre de l'éparchie de l'évêque métropolite Pacôme, métropolite de la Sainte Métropole de Beheira (Thmuis & Hermopolis Parva), (Buto), Mariout ( Mareotis), Marsa Matruh (Paraetonium), (Apis), Exarque patriarcal de l'ancienne métropole de Libye : (Livis, Marmarica, Darnis & Tripolitania) & l'archevêque métropolitain titulaire de la grande et ancienne métropole de Pentapolis : (Cyren), (Appollonia), (Ptolemais), (Berenice) et (Arsinoe).
Ce fut l'une parmi une chaîne de nombreuses restructurations de plusieurs éparchies par le pape Shenouda III, tandis que certaines d'entre elles ont été incorporées à la juridiction d'autres, en particulier celles qui se trouvaient dans une région non couverte ou qui faisaient partie d'une métropole qui s'est éteinte, ou par divisant les grandes éparchies en plus petites éparchies plus gérables. Cela faisait également partie de la restructuration de l'Église dans son ensemble.

## Églises
Il existe actuellement trois Églises coptes orthodoxes en Libye : une à Tripoli, en Libye (Saint Marc), une à Benghazi, en Libye (Saint Antonios - deux prêtres) et une à Misrata, en Libye (Sainte Marie et Saint Georges). 

## Sentiment anti-copte
En février 2014, sept chrétiens coptes ont été traînés hors de chez eux en pleine nuit, puis assassinés sur une plage, à l'est de Benghazi.  Un groupe de coptes a été enlevé à plusieurs reprises en décembre 2014 et janvier 2015, puis assassiné par l'État islamique d'Irak et du Levant. Une vidéo du meurtre de 21 hommes, dans laquelle des menaces sont proférées contre "la nation de la croix", a été diffusée sur Internet le 15 février 2015. 